# 高橋由美子コンサート'92 夏だ!由美子だ!全員集合!
『高橋由美子コンサート'92 夏だ!由美子だ!全員集合!』は、1992年11月6日に発売された日本の歌手・高橋由美子の映像作品。

## 概要
1992年8月12日に渋谷公会堂で開催されたコンサートの模様を収録。2008年にはビクター80周年企画の一環として初DVD化された。

## 収録内容
| #   | タイトル                           | 作詞 | 作曲・編曲 |
| --- | ---------------------------------- | ---- | ---------- |
| 1.  | 「アチチッチ」                     |      |            |
| 2.  | 「コートダジュールで逢いましょう」 |      |            |
| 3.  | 「夏はどうでも」                   |      |            |
| 4.  | 「笑顔の魔法」                     |      |            |
| 5.  | 「思い出の銀の矢たち」             |      |            |
| 6.  | 「平気でいて」                     |      |            |
| 7.  | 「Step by Step」                   |      |            |
| 8.  | 「Fight!」                         |      |            |
| 9.  | 「元気!元気!元気!」                |      |            |
| 10. | 「いつか逢おうね」                 |      |            |
| 11. | 「あの日から僕は」                 |      |            |
| 12. | 「あしたも夢が見られる様に」       |      |            |
| 13. | 「アチチッチ -fire version-」      |      |            |